# Muricea waltonsmithi
Muricea waltonsmithi is een zachte koraalsoort uit de familie Plexauridae. De koraalsoort komt uit het geslacht Muricea. Muricea waltonsmithi werd in 1994 voor het eerst wetenschappelijk beschreven door Bayer. 